# 木村祭氏
木村 祭氏（きむら さいし、1951年9月11日 - ）は、日本の実業家。アスティ代表取締役社長を経て、現在はヨンドシーホールディングス取締役相談役。元広島商工会議所副会頭。

## 人物・経歴
広島県出身。広島県立広高等学校を経て、1974年高崎経済大学経済学部卒業 後、十和（現アスティ）入社。1994年常務取締役。1996年専務取締役。2001年5月 ㈱アージュ代表取締役社長。2004年アスティ副社長、2006年Ｆ＆Ａアクアホールディングス取締役。2007年Ｆ＆Ａアクアホールディングス社長。2013年ヨンドシーホールディングス代表取締役会長。2018年にCEO就任後、。